# 多里亞巨龍屬
多里亞巨龍屬（學名：Duriatitan）是蜥腳下目巨龍形類恐龍的一屬，生存於侏儸紀晚期的英國，約1億5000萬年前。
正模標本（編號BMNH 44635）是一個部分左肱骨，是由R.I. Smith發現於英格蘭多賽特郡的啟莫里粘土組（Kimmeridge Clay Formation）下層。在1874年，約翰·赫克（John Hulke）將這個骨頭命名為鯨龍的一個種，肱冠鯨龍（Cetiosaurus humerocristatus）。種名意指肱骨的三角嵴（Deltopectoral crest）。之後，這個種曾先後被歸類於畸形龍、鳥面龍。
在2010年，保羅·巴雷特（Paul M. Barrett）與保羅·阿普徹奇（Paul Upchurch）等人將這個種建立為新屬，肱冠多里亞巨龍（Duriatitan humerocristatus）。屬名意為「多里亞的泰坦」，以多賽特郡的古地名－多里亞（Duria）為名。